# 人民币
人民币（缩写：RMB），是中华人民共和国的法定货币，1948年12月1日开始流通，由中国人民银行发行。目前市场流通的主要为第五套人民币。

## 发行使用
人民币是中华人民共和国的法定货币，在全国通用。
中国境内的一切公共费用的支出，包括各类行政经费、国债、国家赔偿费用等支出，都必须使用人民币；各种经济合同的债务履行、劳务报酬以及其他原因形成的债权债务也都必须以人民币为支付工具进行计价结算。当以人民币进行实际支付时，任何单位和个人不得以任何理由拒绝接受人民币。
1988年，中国人民银行发布的《中国人民银行货币管理制度》第三条规定：“中国人民银行是我国唯一的货币发行机关。人民币是我国唯一合法货币。严禁任何其他部门发行任何货币、变相货币。”
1995年3月18日，第八届全国人民代表大会第三次会议決議批准《中华人民共和国中国人民银行法》，確立人民币做為中华人民共和国法定货币的地位。該條例規定，以人民币支付中华人民共和国境内的一切公共的和私人的债务，任何单位和个人不得拒收。
2000年2月3日，中国国务院发布《中华人民共和国人民币管理条例》，中华人民共和国的法定货币是人民币。以人民币支付中华人民共和国境内的一切公共的和私人的债务，任何单位和个人不得拒收。

## 人民币历史

### 第一套人民币

#### 从籌劃到初發行
1948年12月1日，經當時中共中央批准，以當時的华北银行為基礎，合併北海银行、西北农民银行，在河北石家庄市成立中国人民银行，同日開始發行在解放區流通的「中國人民銀行券」。為區別於以往各解放區銀行所發行的地方紙幣，例如北海银行发行的北海币、冀南银行发行的冀南币、鲁西银行发行的鲁西币等等，這套新纸币以发行银行——中国人民银行的名称，被称为“人民币”。紙幣最初被稱為「新幣」、「人民券」等，直到1949年6月才被正式定名現名。這就是中华人民共和国成立后的中央银行和法定本位币的起源。
在此之前，中国共产党控制的各解放区彼此地理割裂，并不流通国民政府发行的法币等货币，而是各自建立根据地银行，并各自发行在本根据地内流通的货币。至1947年，中国共产党在第二次国共内战中取得优势，各解放区开始连成一片，从而提出统一货币的需求。1947年4月，中共中央宣布成立以董必武为主任的“华北财经办事处”，统一华北各解放区财经政策，调剂各解放区财经关系和收支，同时着手开展统一货币的工作。1947年8月1日，董必武拟定了《华北财经办事处组织规程》，8月16日获中共中央批准，其中第五条是“筹建中央财政及银行”。1947年10月8日，成立以南汉宸为主任的“中国人民银行筹备处”。到1947年12月下旬，中国人民银行筹备处在河北平山县离西柏坡一里许的夹峪村一家农民小院挂牌，1948年秋，筹备处迁至石家庄。
由于第二次国共内战在1948年急剧变化，原计划于1949年1月成立中国人民银行和发行人民币被迫提前。1948年下半年，中国人民银行筹备处对华北、华中、西北三大解放区的各印钞厂进行改组。1948年12月1日，华北人民政府发布《金字第四号布告》，宣布成立中国人民银行，作为华北、华东，西北解放区的发钞行。南汉宸被任命为中国人民银行总经理，副总经理为胡景沄、关学文。同日，中国人民银行对外发行中国人民银行钞票，即人民币。 历史上第一张人民币是面值50元的00000001号，印有时任华北人民政府主席董必武书写的“中国人民银行”、“中华民国三十七年”字样，首张人民币在河北省平山县银行开出，又发行20元、10元票面的人民币。

#### 统一货币
自1948年12月1日开始发行，至1952年中华人民共和国国民经济恢复时期终结，在此期间，中国人民银行统一人民币发行，逐步收兑解放区发行的货币，全部清除并限期兑换了国民政府发行的法币、金圆券等货币，禁止外币、银元、黄金的流通，使人民币成为全国统一的货币。
人民币随着解放军逐步推进而覆盖全国。1949年3月10日，人民币在中原解放区发行。1949年5月底，中国人民解放军占领上海后，接管国民政府的中央造币厂和中央印制厂（现中国印钞造币总公司），开始利用此处设备和人员印制人民币。当年6月，上海银元之战爆发，部分商人希望通过银元交易阻止人民币进入上海市场，新政府通过强硬的行政手段控制上海金融市场，在上海推广人民币使用。
1949年12月，原华南解放区的南方人民银行改为中国人民银行华南区分行，南方币和华南解放军区其他货币按固定比价收购。在對國民政府的戰爭持續進行中，人民政府入不敷出而繼續大力印鈔。 
據統計人民幣發行總量由1949年4月的607億元，7月底就達到2800億元，再到11月底迅速增加到20000億元。再到1950年2月底達到41000億元，3月份發行量增至49100億元。一年時間印鈔量已暴增80倍以上，而嚴重的通貨膨脹隨之而來：1949年1月到1950年2月，以人民幣計價的全國13個大城市批發物價指數上漲91倍，其中天津市的面粉、小米、小麥、紗、白細布這五種商品的綜合價格更是上漲了103.7倍。中央人民政府政務院在1950年3月就通過頒布《關於統一國家財政經濟工作的決定》，對各項財經貿易物資等方面進行統一管理，嚴格照計劃調配，緩減經濟面臨的壓力。
1950年7月23日，海南军政委员会发出通告，宣布琼崖革命根据地发行的票卷停止流通。人民币的流通区域扩展到海南。1951年4月，东北银行和内蒙古人民银行统一于中国人民银行系统，人民币取代东北币、新蒙币成为东北和内蒙古地区的本位货币；1951年底，人民币成为新疆地区的本位货币；1957年7月15日起人民币取代藏币，成为西藏地区的本位货币。

### 第二套人民币
中華人民共和国成立之初，由於國共戰爭時期的紙幣印刷仍然過多，人民幣依然存在着較為明顯的恶性通货膨胀问题，而第一套人民币本身質量和面額等也有不少問題，與法币、金圆券等都一樣是普遍面值过大，對商品流通和計算有較大不便，中國人民銀行決定發行新版人民幣。
1955年2月17日，国务院第五次会议通过《关于发行新的人民币和收回现行人民币的命令》，决定进行币制改革，第二套人民币于1955年3月1日开始发行，同时收回第一套人民币。第二套人民币和第一套人民币折合比率为1：10000。第二套人民币共有1分、2分、5分、1角、2角、5角、1元、2元、3元、5元、10元11个面额。人民币每种券面版面均印有汉语、藏语、蒙古语、维吾尔语四种文字。辅币面额为五角、二角、一角、五分、二分、一分。由于大面额钞票技术要求很高，3、5、10元由苏联代印。
中華民國政府遷台后，蔣中正一直准备反攻大陆，海峡两岸关系紧张，在关闭政策之外，國民政府印制假人民币，空投或者经港、澳走私到中国大陆以破坏人民币信用。为减少假票的影响与损失，第二套人民币发行时暂不发行5元以上的大票，增加发行3元面值，用以调节流通领域。然而伴随着大跃进的推進，國家財政出現大量赤字而再用多發钞票彌補，人民幣的供應量隨即暴增，在1958年、1959年分別激增到363億元和474億元，增長率達到66%和30%，創下60年來的最高增長率記錄。而貨幣投放量由53億元（1957年），上升到75億元（1959年）、96億元（1960年），至1961年達到125億元的高峰。由於貨幣投放過多，國家商品庫存被挖空，通貨膨脹令物價大幅上漲再隨即引發大饑荒。

### 第三套人民币
第二套人民币存在色调单一、文字设计不周、票幅大等缺陷，而且3、5、10元面值由苏联代印。而自1960年后，中苏关系急剧恶化，苏联掌握第二套人民币三种大面值人民币的票版和印刷资料，中華人民共和国需要保护人民币的信用免遭破坏。
1962年4月20日，中国人民银行发行第三套人民币，共有 1角、2角、5角、1元、2元、5元、10元7种面额、13种版别，其中1角券别有4种（包括1种硬币），2角、5角、1元有纸币、硬币2种。1966年和1967年，又先后两次对1角纸币进行改版，主要是增加满版水印，调整背面颜色。10元券正面为“人民代表步出大会堂”图，10元面值也被民间俗称为“大团结”。
1964年4月14日，中国人民银行发出了《关于限期收回三种人民币票券的通告》，限期收回的三种人民币都是1953年版的，黑色、工农图景的十元券；酱紫色、各民族大团结图景的五元券；深绿色、井冈山图景的三元券。

### 第四套人民币
1978年，中国大陸开始改革开放，经济迅速发展，1987年国内生产总值是1978年的3.3倍，是1962年的10.49倍。第三套人民币最大面值10元，面值太小，已经不能满足方便流通使用和交易核算需要。
1987年4月27日，中国人民银行发行第四套人民币，共有1角、2角、5角、1元、2元、5元、10元、50元、100元9种面额，其中1角、5角、1元有纸币、硬币2种。与第三套人民币相比，增加了50、100元大面额人民币。为反假币需要，1992年8月20日，又发行了改版后的1990年版50、100元券，增加了安全线。
期间，深圳经济特区成立后，曾有计划发行深圳特区货币，后来因诸多原因而搁置，没有正式发行。

### 第五套人民币
改革开放20余年后，中国大陸1999年的国内生产总值达8.97万亿元，是1987年的7.43倍，是1978年的24倍。与之同时，计算机和互联网在亚太地区开始广泛采用，金融电子化和银行自动化程度提高，第四套人民币缺乏机读性能而不利钞票自动化处理。
1999年10月1日，中国人民银行陆续发行第五套人民币，共有1角、5角、1元、5元、10元、20元、50元、100元八种面额，其中1角、5角、1元有纸币、硬币2种。此后增加了20元面额，取消了2元面额。各面额货币正面均采用中国共产党中央委员会主席毛泽东建国初期的头像。第五套人民币是由中国人民银行首次完全独立设计与印制的货币。
2005年8月31日，中国人民银行发行2005版第五套人民币，包含100元、50元、20元、10元、5元纸币和1角硬币，主体设计与1999年版第五套人民币保持一致，但提升了防伪技术和印制质量。
为了进一步提高人民币防伪能力，中国人民银行于2019年8月30日发行2019版第五套人民币50元、20元、10元、1元纸币和1元、5角、1角硬币，对票（币）面效果、防伪特征及布局等进行了调整，引入了光彩光变面额数字等新的防伪技术。

## 人民币汇率
自1949年到1952年，人民币采用浮动汇率制度。自1953年到1973年，在计划经济制度下，人民币与美元挂钩，汇率保持在1美元兑换2.46元人民币的水平。
1973年，第一次石油危机爆发后，世界物价水平上涨，西方国家普遍实行浮动汇率制，汇率波动频繁。人民币汇率参照西方国家货币汇率浮动状况，采用“一篮子货币”加权平均计算方法进行调整，人民币对美元汇率从1973年的1美元兑换2.46元逐步调至1980年的1.50元，人民币对美元升值39.2%，同期英镑汇率从 1英镑兑换5.91元调至3.44元，人民币对英镑升值41.6%。
1981年至1984年，人民币实行双重汇率制度，即除官方汇率外，另行规定一种适用进出口贸易结算和外贸单位经济效益核算的贸易外汇内部结算价格，该价格根据当时的出口换汇成本确定，固定在2.80元的水平。人民币官方汇率因内外两个因素的影响，其对美元由1981年7月的1.50元向下调整至1984年7月的2.30元，人民币对美元贬值53.3%。1985年至1991年4月复归单一汇率制度。汇率继续向下调整，从 1984年7月的2.30下调到1985年1月的2.80，之后又多次下调。这阶段虽然恢复单一的汇率制度，但在具体的实践中随着留成外汇的增加，调剂外汇的交易量越来越大，价格也越来越高，因此名义上是单一汇率，实际上又形成新的双重汇率。1991年4月至1993年底。这一阶段对人民币汇率实行微调。在两年多的时间里，官方汇率数十次小幅度调低，但仍赶不上出口换汇成本和外汇调剂价的变化。到1993年底，人民币对美元官方汇率与调剂汇率分别为5.7和8.7。

### 1994年人民币汇率改革
外汇调剂市场贸易规模日益扩大，弊端开始显现。民间调剂市场的外汇交易量逐步超过官方市场，到1993年，80%以上的外汇交易都发生在调剂市场，官方汇率基本维持在5.8左右，而调剂市场上人民币兑美元汇率则一度超过了11。在外汇管制的条件下，两市场间巨大的汇差使得寻租腐败现象猖獗。
1994年，人民币开始汇率制度改革。主要有三方面内容：实现汇率并轨，形成以市场供求为基础、单一的、有管理的浮动汇率制度。人民币对美元汇率从原5.7跳贬至8.7，并在之后的10年保持在8.3左右水平。取消外汇留成和上缴制度，转为实行强制结汇制度，中资企业需要将出口所得外汇悉数到银行进行结汇。建立全国统一的、规范性的外汇市场。

### 2005年“7·21汇改”
| 國家／地區 | 貨幣   | 代碼 | 比重  | 共計   |
| ---------- | ------ | ---- | ----- | ------ |
| 美国       | 美元   | USD  | 26.40 | 26.40  |
| 歐元區     | 歐元   | EUR  | 21.39 | 47.79  |
| 日本       | 日圓   | JPY  | 14.68 | 62.47  |
| 香港       | 港幣   | HKD  | 6.55  | 69.02  |
|            | 澳元   | AUD  | 6.27  | 75.29  |
| 马来西亚   | 林吉特 | MYR  | 4.67  | 79.96  |
| 俄羅斯     | 卢布   | RUB  | 4.36  | 84.32  |
| 英國       | 英鎊   | GBP  | 3.86  | 88.18  |
| 新加坡     | 新元   | SGD  | 3.82  | 92.00  |
| 泰國       | 泰銖   | THB  | 3.33  | 95.33  |
| 加拿大     | 加元   | CAD  | 2.53  | 97.86  |
| 瑞士       | 瑞郎   | CHF  | 1.51  | 99.37  |
| 新西兰     | 紐元   | NZD  | 0.65  | 100.02 |

中国1999年加入世界贸易组织后，外资大举入华，导致金融账户顺差增加，人民币汇率在8.27的水平面临升值压力。
2005年7月21日，中国人民银行宣布改革汇率形成机制，实行以市场供求为基础、参考一篮子货币调节、有管理的浮动汇率制度，人民币汇率不再单一盯住美元，人民币汇率从8.27一次性升值2.1%至8.11。人民币汇率中间价的形成参考上一交易日的收盘价，但维持汇率0.3%的日浮动区间不变。人民币汇率一篮子机制就是综合考虑在对外贸易、外债（付息）、外商直接投资（分红）等外经贸活动占较大比重的主要国家、地区及其货币，组成一个货币篮子，并分别赋予其在篮子中相应的权重。2005年9月23日，中国人民银行通知，扩大银行间即期外汇市场非美元货币对人民币交易价的浮动幅度，从原来的上下1.5%扩大到上下3%。
2015年12月11日，中國外匯交易中心（CFETS）推出人民币汇率指數，參考13種貨幣，指數以2014年12月31日為基期，指點100。指數每週公佈一次。當指數上升，代表人民幣對一籃子貨幣升值，指數下跌則代表貶值。由於香港實施聯繫匯率制度，港币被視作美元資產。因此指數中的美元比重實際上達到33%，歐元及日圓合計36%，首四隻貨幣合計佔約七成。

## 離岸人民幣

1981年以来美元兌人民幣汇率
（匯率下跌代表美元貶值，人民幣升值）

離岸人民幣（英語：Offshore RMB），非ISO的貨幣代碼：CNH（Chinese Yuan in Hong Kong），是指在中國內地之外交易的人民幣。離岸人民幣報價主要由离岸市场的供需双方决定，而在岸人民幣報價则主要由中国人民银行主导，CNH被称为市场价，CNY也称为官方价。常見的離岸人民幣市場有香港、新加坡和倫敦等，香港是全球最大的離岸人民幣中心。

### 歷史
2003年，中國人民銀行在香港提供人民幣清算業務，開啟離岸人民幣市場。2010年7月，香港人民幣參加行可自行對盤，不需經由清算行，形成離岸人民幣匯價，簡稱CNH。CNH價格由市場供需決定，但人民银行會不時干預匯市，避免在岸及離岸差價過大。2014年11月17日，香港取消每日兌換人民幣2萬元上限，港人可無上限兌換人民幣，方便市民參與滬港通。但每日匯款8萬元上限不變。同時，港人兌換人民幣的頭寸，由在岸市場平盤改為離岸市場平盤。

### 現狀
目前关于离岸人民币的衍生金融产品包括離岸遠期外匯合約和離岸人民幣債券業務。港交所在2012年9月17日推出1年期兌美元的離岸人民幣期貨合約；芝加哥证券交易所亦計劃於同年第四季推出3年期的合約，每張合約規模為10萬美元，此外添加1萬電子微型期貨。其他人民幣市場包括以美元結算的無本金交割遠期（NDF）和交易結算匯率（CNT）。

## 人民币国际化
受国际金融危机影响，2009年4月8日，中国国务院会议决定在上海市和广东省广州、深圳、珠海、东莞开展跨境贸易人民币结算试点，同年7月1日、3日，中国人民银行先后公布了《跨境贸易人民币结算试点管理办法》及其《实施细则》。2009年7月6日，跨境贸易人民币结算在上海试水成功，中国银行上海市分行于2009年7月6日上午9时，完成跨境贸易人民币结算第一单，这使得2009年成为人民币国际化元年，标志着人民币国际化的开端。当时，人民币在中国跨境收支中占比接近于零，美元的占比则为83%。但自2009年以来，随着中国经济实力的增强和人民币汇率的稳定，人民币在中国与毗邻国家经济交往中作为支付货币的使用范围和规模增加，国际地位得到提高。
2013年4月10日，人民币与澳元开始直接兑换。次年3月19日，人民币和新西兰元实行直接兑换；6月19日，人民币和英镑实现直接兑换；9月30日，人民币与欧元开始直接兑换。2015年11月30日，国际货币基金组织宣布人民币加入特别提款权（SDR）货币篮子，该决议于2016年10月1日生效。人民币由此成为国际储备货币，人民币由此成为有史以来第一个新增的SDR篮子货币。人民币入篮后，SDR货币篮子将包括美元、欧元、人民币、日元和英镑五种货币，其权重将分别为41.73%、30.93%、10.92%、8.33%和8.09%。
2022年4月，以色列央行将人民币纳入其外汇储备，份额为占2%。同年5月11日，国际货币基金组织执董会宣佈将人民币权重由10.92%上调至12.28%，将美元权重由41.73%上调至43.38%，同时将欧元、日圓和英镑权重分别由30.93%、8.33%和8.09%下调至29.31%、7.59%和7.44%。同年7月，白俄罗斯中央银行将人民币纳入其货币篮子，人民币在其货币篮子中的权重将为10%。
俄乌战争后，俄罗斯因遭受美国金融制裁而无法通过国际资金清算系统（Swift）结算，不得不通过中国人民银行打造的人民幣跨境支付系統进行人民币结算，2023年2月，人民币在俄外汇交易总量中所占份额达到37%，而在战前，人民币只占0.32%。这促使了俄罗斯选择在中俄贸易中加强了本币结算，另据俄罗斯《生意人报》日前援引莫斯科證券交易所数据报道，2023年2月，人民币首次超过美元，成为该交易所月度交易量最大货币。
2023年3月29日，巴西政府宣布已与中国达成协议，将在中巴贸易中绕开美元，用雷亚尔与人民币直接兑换结算。同年4月26日，阿根廷经济部长塞尔希奥·马萨宣布阿根廷将停止使用美元来支付从中国进口的商品，转而使用人民币结算。同年3月28日，中国海油与法国道达尔能源在上海石油天然气交易中心达成交易，5月16日，来自阿联酋的液化天然气运输船“马尔文”轮在中国广东顺利接卸，成为中国首单以人民币结算的进口液化天然气。
2023年3月，人民币在中国跨境收支中占比升至48%，高于美元的47%，是人民币在中国跨境交易中的使用率首次超过美元。截至2023年4月，人民币是第五大国际储备货币、第五大支付货币（占比2.29%）、第三大贸易融资货币（2022年12月占比3.91%），在國際貨幣基金組織的特别提款权货币篮子中权重排名第三。
截至2023年5月，已有包括印度尼西亚、伊朗、俄罗斯在内的30多个国家正逐渐在贸易结算或投资中转向使用人民币，截至2024年8月末，中國人民銀行共與42個國家和地區的中央銀行或貨幣當局簽署過雙邊本幣互換協議，其中有效協議29份，互換規模超過4.1萬億元人民幣。

## 流通钞币
在历次美术设计中，第一套人民币的主要设计者是解放区的王益久和沈乃庸等人。第二套至第四套人民币的主要设计者是中央美术学院副院长罗工柳，以及周令钊和陈若菊夫妇、侯一民和邓澍夫妇等5人。第五套人民币的彩稿设计工作则全部是由印钞造币企业的专业设计人员承担完成。
目前主要流通的人民币版本为第五套人民币，于1999年10月1日开始发行。另外第四套人民币仍部分币种有流通，如角面额纸币；而第四套人民币元面额纸币、硬币，第二套人民币的分面额硬币虽然理论上仍是流通货币，但基本绝迹。另2元面额纸币由于找零容易被1元面额所替代等原因，也停止流通。
第一套人民币于1955年5月全面停止流通。第二套人民币除分币外的各类纸币于1999年1月1日起停止流通，纸分币于2007年4月1日起停止流通，硬分币仍处于流通状态，同时，这也是唯一有分币的一套人民币（第一套人民币最小面值为1元，第三套人民币开始最小面值为1角）。第三套人民币于2000年7月1日全面停止流通。第四套人民币除1角、5角纸币和5角、1元硬幣外的其他幣種于2018年5月1日停止流通。
2019年，中国人民银行宣布：为提升防伪，发行2019年版第五套人民币，当年8月30日开始流通。新版第五套人民币包含50元、20元、10元、1元面额纸币和1元、5角、1角面额的硬币，设计均有所变化。其中，硬币上的数字由衬线体改为非衬线体并稍作倾斜，1元硬币尺寸有所调整，而5角硬币正背面内周缘变为多边形，1角硬币正面边部增加圆点。
2020年11月5日，中国人民银行开始发行2020年版第五套人民币5元面额纸币 。

### 纪念币
人民币纪念币是具有特定主题、限量发行的人民币，属于法定货币，分为普通纪念币和贵金属纪念币，由中国人民银行统一发行。人民币纪念币以纪念发生于中华人民共和国境内的重大政治、重大历史事件、传统文化、杰出人物、珍稀动物、宗教、体育等等具有特殊意义的事物而发行。中华人民共和国自1977年开始研究、铸造贵金属纪念币，1979年10月1日发行第一套——中华人民共和国成立30周年纪念金币，1984年10月1日发行第一套普通纪念币。根据《中华人民共和国人民币管理条例》的规定，纪念币是可以作为商品进行买卖交换的人民币，普通纪念币由中国人民银行交付各金融机构直接流通，贵金属纪念币由中国金币总公司总承揽经销。
普通纪念币材质以铜、镍、钢为主，题材有历史事件、会议、人物、动物，涉及政治、法律、体育、教育、环保、金融等诸方面。
此外，中国人民银行还在每年发行熊貓金幣和熊貓銀幣，由中国金币总公司总经销。

## 数字人民币
中国人民银行自2014年开始研究法定数字货币。2017年末，经国务院批准，人民银行组织部分实力雄厚的商业银行和有关机构共同开展数字人民币体系（DC/EP）的研发。
2020年4月，数字人民币先行在深圳、苏州、雄安新区、成都及未来的冬奥场景进行内部封闭试点测试。
2022年1月6日，数字人民币（试点版）在各大应用商店上架。
截至2024年6月末，数字人民币已经在17个省（区、市）开展试点，累计交易金额达7万亿元。
2024年9月，在国际清算银行的合作框架下，中国人民银行数字货币研究所与泰国央行、阿联酋央行、香港金管局共同参与的多边央行数字货币桥项目已经进入最小可行化产品（MVP）阶段，各参与方司法管辖区内的参与机构已经可以结合实际需要，按照相关程序有序开展真实交易。

## 相关事件

### 台湾、朝鲜伪造人民币案
台湾、朝鲜等地均曾出现人民币假幣案。2009年，台湾警方侦破一起大型假钞案，在一家大型假钞厂中查獲大量印制高仿真度假人民币，并逮捕6人。2012年，韩国国家情报院逮捕一名朝鲜女间谍，并查明该朝鲜女间谍曾派到中国利用假人民币换真人民币，中国大陆公安机关网站也曾发布警惕朝鲜假人民币的消息。

### 人民币“圆”用字
2015年12月16日，《咬文嚼字》主编郝铭鉴表示人民币纸钞上的“壹佰圆”的“圆”字为错字，应为“元”，后引发网友争议。随后中国印钞造币总公司发表文章称，“圆”字是传统汉字，有很多用法，包含多重意义。在《现代汉语词典》、《辞海》等典籍中，除了注释其他用处外，注解为货币单位的，与“元”在货币上同用同意，可互为通用。而纸币上使用的“圆”字，也是历史文化的传承（参见清宣统二年（1910年）4月16日颁布的《币制条例》：“中国国币单位，著即定名圆，暂就银为本位。以一元为主币……元角分厘各以十进。”）。而1955年2月21日颁布的《中国人民银行通告》，明确中华人民共和国的货币单位，主币单位为圆（元），辅币单位为分、角两级十进制。

## 外部連結
- 人民币汇率
- 中國人民銀行（页面存档备份，存于）
- 中华人民共和国中国人民银行法 （页面存档备份，存于）
- 人民幣紙幣票樣 （页面存档备份，存于）
- 人民幣匯率的一籃子參考貨幣 （页面存档备份，存于）
- 中国金融：2004年人民币现金跨境流动调查报告
- 五代人民币大集合 最大面值曾达五万元(组图)
- 人民币票面汉字书写者马文蔚
- 中国纸币（页面存档备份，存于） （英文）（德文）
- 中国外汇证书（FEC）（页面存档备份，存于） （英文）（德文）

| 根據Google财经：    | AUD CAD CHF EUR GBP HKD JPY TWD USD |
| 根據新浪财经：      | AUD CAD CHF EUR GBP HKD JPY TWD USD |
| 根據雅虎財經：      | AUD CAD CHF EUR GBP HKD JPY TWD USD |
| 根據雅虎香港財經：  | AUD CAD CHF EUR GBP HKD JPY TWD USD |
| 根據Yahoo奇摩股市： | AUD CAD CHF EUR GBP HKD JPY TWD USD |
| 根據XE.com：        | AUD CAD CHF EUR GBP HKD JPY TWD USD |
| 根據OANDA：         | AUD CAD CHF EUR GBP HKD JPY TWD USD |